# Clearwater (Minnesota)
Clearwater è una città degli Stati Uniti d'America, situata in Minnesota, nella contea di Wright e in parte nella contea di Stearns.